# Mike MacDowel
Michael George Hartwell »Mike« MacDowel, britanski dirkač Formule 1, * 13. september 1932, Great Yarmouth, Norfolk, Anglija, Združeno kraljestvo, † 18. januar 2016, Surrey, Anglija.
Mike MacDowel je pokojni britanski dirkač Formule 1. V svoji karieri je nastopil le na dirki za Veliko nagrado Francije v sezoni 1957, kjer je z dirkalnikom Cooper T43 dirkal skupaj z Jackom Brabhamom in dosegel sedmo mesto z več kot devetimi krogi zaostanka za zmagovalcem.

## Popolni rezultati Formule 1
(legenda) (odebeljene dirke pomenijo najboljši štartni položaj, poševne pa najhitrejši krog, †-uvrščen kljub odstopu)
| Leto | Moštvo             | Šasija     | Motor             | 1   | 2   | 3   | 4     | 5  | 6   | 7   | 8   | Prv | Toč |
| ---- | ------------------ | ---------- | ----------------- | --- | --- | --- | ----- | -- | --- | --- | --- | --- | --- |
| 1957 | Cooper Car Company | Cooper T43 | Climax Straight-4 | ARG | MON | 500 | FRA 7 | VB | NEM | PES | ITA | -   | 0   |